# Puerta de Tierra (San Juan Antiguo)

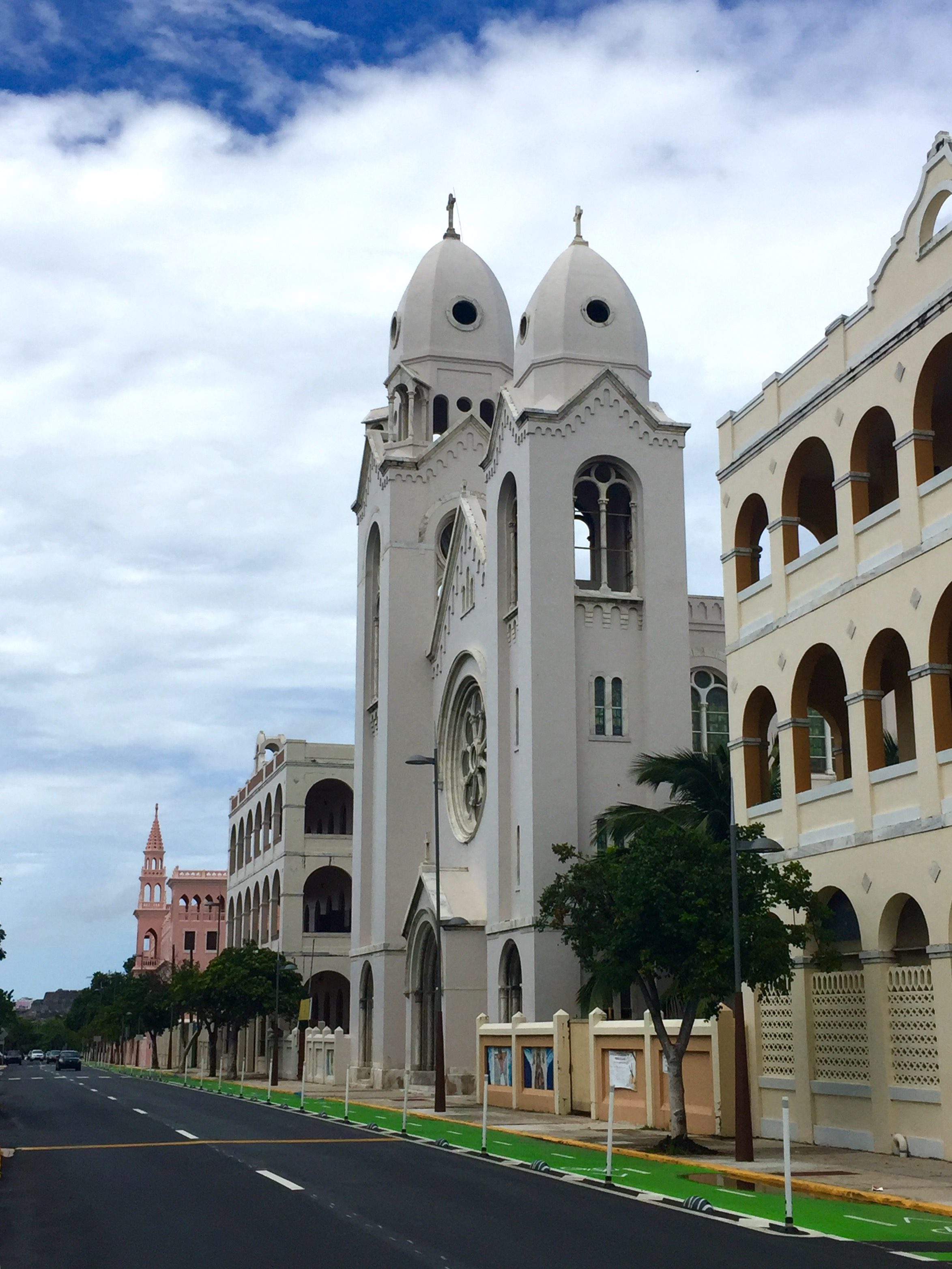
Parroquia San Agustín en la Avenida Juan Ponce de León en Puerta de Tierra

Puerta de Tierra es un barrio del San Juan Antiguo en San Juan de Puerto Rico.
Con una población del censo de 2000 de 4.135 y una superficie de 1.55 km², Puerta de Tierra es el sub-barrio más grande y populoso del San Juan Antiguo.

## Historia
Se encuentra donde se encontraba la antigua Puerta de Santiago de la muralla construida por los españoles. La Puerta de Santiago recibió el sobrenombre de Puerta de Tierra, porque era la única entrada por tierra a la parte amurallada de la ciudad, en la Isleta de San Juan. La zona se fue llenando de chozas (bohíos) y en 1771 se instalaron cerca las baterías del Fuerte San Cristóbal. En torno a 1810 fue construido el Camino Real (hoy Avenida Ponce de León), el camino de Bayamón a Cataño y en 1838 la Avenida de Covadonga (de Puerta de Tierra). A comienzos del siglo XIX vivían en la zona unas 168 personas (152 trabajadores libres y 12 esclavos) en una comunidad de trabajadores de clase humilde, el 60% negros o mulatos. A lo largo de siglo XIX se intentó convertir San Juan de Puerto Rico en una ciudad próspera al estilo europeo y se intentaba dejar a los sectores pobres en la zona extramuros.
En 1865 las instalaciones defensivas se modernizan y las murallas no se hacen tan necesarias, por lo que se plantea derribar las murallas en su parte oriental (el Frente de Tierra) y expandir la ciudad hacia el Puente de San Antonio. En 1867 se produce un terremoto que causa estragos pero tras él se inician proyectos urbanísticos aprobados en 1865. En 1878 el barrio, ya convertido en un populoso suburbio, demanda que se realice un paseo en la parte Sur del Paseo de Puerta de Tierra que recibirá el nombre de la Virgen de Nuestra de Señora de Covadonga, de Asturias, España. En 1897 la Reina regente María Cristina aprueba un plan para derribar algunas murallas y fortificaciones de San Juan para así ganar espacio, proyecto que genera buenas expectactivas en la sociedad, que incluso se implica tanto que algunos jóvenes (hombres y mujeres) se ofrecen para trabajar gratuitamente en el proyecto. Las obras comienzan en un ambiente festivo el 28 de mayo de 1897 y así fue derribada la Puerta de Santiago. A lo largo del siglo XX las casas terreras y ranchones de madera fueron desapareciendo para dar lugar a viviendas de alquiler de nueva construcción, locales de ocio, edificios institucionales y también instalaciones de ocio como el Canódromo o el Parque Luis Muñoz Rivera.
Una de las principales arterias del barrio son la Calle San Agustín y la Avenida Juan Ponce de León. En la actualidad Puerta de Tierra forma parte de la zona turística de la ciudad.

## Lugares de interés
- Hotel Caribe Hilton
- Balneario El Escambrón
- Escambrón Beach Club
- Parque Luis Muñoz Rivera
- Parque del Tercer Milenio
- Hotel Normandie
- Estadio Sixto Escobar
- Tribunal Supremo de Puerto Rico
- Club Náutico de San Juan
- U.S. Navy Radio Station